# Where It's At
Where It's At är en låt av alternativ rock-artisten Beck. Låten kom med på hans album Odelay släppt 18 juni 1996. Den var senare även släppt som den första av fem singlar från albumet 11 juli samma år.
Låten har spelats live av Beck över 500 gånger. 